# Pyszki (Srokowo)
Pyszki (deutsch Nordenhof) ist ein kleiner Ort in der polnischen Woiwodschaft Ermland-Masuren im Gebiet der Gmina Srokowo (Landgemeinde Drengfurth) im Powiat Kętrzyński (Kreis Rastenburg).

## Geographische Lage
Pyszki liegt in der nördlichen Mitte der Woiwodschaft Ermland-Masuren, 17 Kilometer nordöstlich der Kreisstadt Kętrzyn (deutsch Rastenburg).

## Geschichte
Der kleine zunächst Abbau Meyer genannte Gutsort wurde am 29. August 1884 gegründet und erhielt den Namen „Nordenhof“. Als solcher war er bis 1945 ein Wohnplatz innerhalb der Stadtgemeinde Drengfurth (polnisch Srokowo) im ostpreußischen Kreis Rastenburg.
Mit dem gesamten südlichen Ostpreußen kam Nordenhof 1945 in Kriegsfolge zu Polen und erhielt die polnische Namensform „Pyszki“. Als solcher ist er heute „część wsi Leśny Rów“ (deutsch „ein Teil des Dorfes Leśny Rów“) (Ivenhof) innerhalb der Landgemeinde Srokowo (Drengfurth) im Powiat Kętrzyński (Kreis Rastenburg), bis 1998 der Woiwodschaft Olsztyn, seither der Woiwodschaft Ermland-Masuren zugehörig.

## Kirche
Bis 1945 war Nordenhof in die evangelische Pfarrkirche Drengfurth in der Kirchenprovinz Ostpreußen der Kirche der Altpreußischen Union sowie in die katholische Kirche St. Katharina in Rastenburg mit der Filialkapelle Drengfurth im damaligen Bistum Ermland eingepfarrt.
Heute gehört Pyszki katholischerseits zur Pfarrei Srokowo im jetzigen Erzbistum Ermland, außerdem zur evangelischen Kirche Srokowo, einer Filialkirche der Johanneskirche Kętrzyn in der Diözese Masuren der Evangelisch-Augsburgischen Kirche in Polen.

## Verkehr
Pyszki liegt östlich der Woiwodschaftsstraße 650 und ist von Lesieniec (Waldenthal) aus zu erreichen. Von Rybakowo (Schönthal A und B) führt außerdem eine Nebenstraße in den Ort.
Pyszki verfügt über keine Anbindung an den Bahnverkehr. Bis 1945 war Drengfurth die nächste Bahnstation als Endpunkt der von Rastenburg kommenden Bahnstrecke, die von den Rastenburger Kleinbahnen betrieben, nach 1945 aber nicht reaktiviert wurde.